# Fábio Veríssimo
Fábio José Costa Veríssimo (Leiria, 26 dicembre 1982) è un arbitro di calcio portoghese.

## Carriera
Nel 2013, a 31 anni, arriva ad arbitrare in Segunda Liga, la seconda divisione portoghese, dove debutta il 26 agosto, alla quarta di campionato, in Porto B-Penafiel, terminata con un pareggio per 0-0.
Nella stagione successiva, il 30 agosto 2014, arriva l'esordio in Primeira Liga, alla terza giornata, in occasione di Belenenses SAD-Vitória Guimarães, vinta dalla squadra ospite per 3-0.
Nel 2015 diventa internazionale e il 9 luglio dello stesso anno viene designato per la prima volta per una gara delle coppe europee, la vittoria per 2-0 dei ciprioti dell'Omonia sulla Dinamo Batumi, squadra georgiana, nel ritorno del 1º turno di qualificazione di Europa League.
Il 13 novembre 2017 arbitra la sua prima gara tra due nazionali maggiori, un'amichevole tra Bulgaria e Arabia Saudita all'Estádio do Restelo di Lisbona, terminata 1-0.
Tra il 2018 ed il 2019 viene chiamato ad arbitrare alcune partite della Saudi Professional League, il massimo livello professionistico del campionato saudita di calcio, esordendo in Al-Ittihad-Al-Ra'ed, terminata con la vittoria ospite per 2-1.
Dopo 4 stagioni dal suo esordio europeo, nel 2019, precisamente il 30 luglio, debutta in Champions League, in occasione della vittoria casalinga per 2-1 del Basilea sul  PSV, nel ritorno del 2º turno preliminare.
L'8 marzo 2020 arbitra il big match Apollōn Limassol-APOEL, finito 1-1, valido per i play-off di A' Katīgoria, il massimo livello professionistico del campionato cipriota di calcio.
L'anno successivo approda in Grecia, venendo chiamato ad arbitrare in Souper Ligka Ellada l'incontro Volo-Olympiacos, vinto per 2-1 dalla società del Pireo..